# Alysia luciella
Alysia luciella är en stekelart som beskrevs av Stelfox 1941. Alysia luciella ingår i släktet Alysia och familjen bracksteklar. Arten är reproducerande i Sverige. Inga underarter finns listade i Catalogue of Life.